# Élections européennes de 2014 en Roumanie
Les élections européennes de 2014 ont eu lieu entre le 22 et le 25 mai selon les pays, et le dimanche 25 mai 2014 en Roumanie. C'étaient les premières élections depuis l'entrée en vigueur du Traité de Lisbonne qui a renforcé les pouvoirs du Parlement européen et modifié la répartition des sièges entre les différents États-membres. Ainsi, les Roumains n'ont élu non plus 33 députés européens, mais seulement 32.

## Contexte
En 2009, le Parti social-démocrate (PSD) et le Parti conservateur (PC) se sont présentés ensemble aux électeurs. Néanmoins, le PC a rompu cette alliance à la fin de l'année 2010, pour former une alliance avec le Parti national libéral (PNL) en janvier 2011. Cette dernière a pris fin en septembre 2013, et les deux partis ont annoncé leur intention de se présenter séparément aux élections européennes.
En janvier 2011, le Parti social-démocrate (PSD) et le Parti national libéral (PNL) ont fondé l'Union sociale-libérale (USL). Pour les élections européennes, les deux partis ont pourtant décidé de se présenter séparément, en raison notamment de leurs affiliations différentes au parlement européen.
Aussi, en janvier 2013 le Parti social-démocrate (PSD), Parti conservateur (PC) et l'Union nationale pour le progrès de la Roumanie (UNPR) ont annoncé la présentation d'une liste commune pour ces élections, les deux petits partis obtenant chacun une place éligible, sous le nom d'Union sociale démocrate.
Le 25 février 2014, le PNL a annoncé son départ du gouvernement, et par la même occasion la rupture de l'Union sociale-libérale (USL). Le nouveau gouvernement, formé alors par le premier-ministre Victor Ponta, inclut l'Union démocrate magyare de Roumanie (UDMR/RMDSZ), qui fait donc son retour dans la majorité gouvernementale, après deux ans d'absence.

## Mode de scrutin
Les 32 députés européens roumains sont élus au suffrage universel direct par tous les citoyens de l’UE inscrits sur les listes électorales, et âgés de plus de 18 ans. Le scrutin se tient au sein d'une circonscription unique selon le mode de représentation proportionnelle avec des listes bloquées. Les sièges sont attribués aux listes ayant dépassé 5 % des suffrages exprimés selon la méthode d'Hondt.

## Campagne

### Candidats
Le Bureau central électoral a validé le 2 avril 2014, les candidatures suivantes :
| Partis et coalitions | Partis et coalitions                             | Partis et coalitions                                  | Tête de liste          | Idéologie                                    |
| --- | ------------------------------------------------ | ----------------------------------------------------- | ---------------------- | -------------------------------------------- |
| | Union sociale démocrate (USD)                    | Parti social-démocrate (PSD)                          | Corina Crețu           | Social-démocratie                            |
| | Union sociale démocrate (USD)                    | Union nationale pour le progrès de la Roumanie (UNPR) | Corina Crețu           | Social-démocratie                            |
| | Union sociale démocrate (USD)                    | Parti conservateur (PC)                               | Corina Crețu           | Conservatisme social                         |
| | Parti national libéral (PNL)                     | Parti national libéral (PNL)                          | Norica Nicolai         | Libéralisme                                  |
| | Union démocrate magyare de Roumanie (UDMR/RMDSZ) | Union démocrate magyare de Roumanie (UDMR/RMDSZ)      | Iuliu Winkler          | Défense des Hongrois de Roumanie             |
| | Parti démocrate-libéral (PDL)                    | Parti démocrate-libéral (PDL)                         | Theodor Stolojan       | Libéral-conservatisme, démocratie chrétienne |
| | Parti national paysan chrétien-démocrate (PNȚCD) | Parti national paysan chrétien-démocrate (PNȚCD)      | Aurelian Pavelescu     | Agrarisme                                    |
| | Parti Mouvement populaire (PMP)                  | Parti Mouvement populaire (PMP)                       | Cristian Preda         | Libéral-conservatisme                        |
| | Parti populaire - Dan Diaconescu (PPDD)          | Parti populaire - Dan Diaconescu (PPDD)               | Dan Diaconescu         | Populisme                                    |
| | Parti de la Grande Roumanie (PRM)                | Parti de la Grande Roumanie (PRM)                     | Corneliu Vadim Tudor   | Nationalisme                                 |
| | Force citoyenne (FC)                             | Force citoyenne (FC)                                  | Mihai Răzvan Ungureanu | Démocratie chrétienne                        |
| | Nouvelle république (PNR)                        | Nouvelle république (PNR)                             | George-Mihail Neamțu   | Euroscepticisme                              |
| | Parti écologiste roumain (PER)                   | Parti écologiste roumain (PER)                        | Radu Moraru            | Écologisme                                   |
| | Parti vert (PV)                                  | Parti vert (PV)                                       | Florin Brabete         | Écologisme                                   |
| | Parti de l'alternative socialiste (PAS)          | Parti de l'alternative socialiste (PAS)               | Constantin Rotaru      | Socialisme                                   |
| | Alliance nationale des agriculteurs (ANA)        | Alliance nationale des agriculteurs (ANA)             | Florin Simion          | Agrarisme                                    |
| | Parti de la droite sociale (PDS)                 | Parti de la droite sociale (PDS)                      | Train Rece             | Social-démocratie                            |
| Candidats indépendants - Iulian Capsali - Paul Purea - Peter Costea - Corina Ungureanu - Filip Constantin Titian - Liga Dănuț - Mircea Diaconu - Valentin-Eugen Dăeanu |                                                  |                                                       |                        |                                              |

### Sondages
| Date           | Institut  | USDa    | PNL    | PDL   | UDMR | PMP  | PPDD | PRM  | PC | FC  | Diaconu | Autres |
| -------------- | --------- | ------- | ------ | ----- | ---- | ---- | ---- | ---- | -- | --- | ------- | ------ |
| Date           | Institut  |         |        |       |      |      |      |      |    |     |         |        |
| 23-26/04/14    | CSCI      | 42,0    | 15,0   | 10,0  | 6,0  | 9,0  | 3,0  | -    | -  | -   | 4       | 11     |
| 20-24/03/14    | CSCI      | 42,0    | 15,0   | 10,0  | 7,0  | 10,0 | 4,0  | -    | -  | -   |         | 12     |
| 27/02-04/03/14 | INSCOP    | 40,4    | 17,6   | 13,7  | 5,1  | 9,1  | 4,1  | 2,7  | -  | 4,7 |         | 2,6    |
| février 2014   | CSCI      | 42      | 14     | 13    | 7    | 8    | 5    | -    | -  | -   |         | 11     |
| 24/02/2014     | IRES      | 41      | 20     | 10    | 5    | 10   | 5    | 3    | -  | 4   |         | 2      |
| février 2014   | IR        | 37,1    | 20,1 b | 17,5  | 4,7  | 4,1  | 4,6  | 3,2  |    |     |         | 6,8    |
| janvier 2014   | Avangarde | 42 c    | 20     | 18    | 5    | 4    | 4    | 3    |    |     |         | 4      |
| décembre 2013  | CSCI      | 41      | 19     | 17    | 6    | 5    | 6    | 3    |    |     |         | 3      |
| décembre 2013  | CSCI      | 14      | 7      | 6     | 2    | 1    | 2    | 0    |    |     |         | 0      |
| octobre 2013   | CSCI      | 41      | 20     | 18    | 5    | 3    | 4    | 3    | 2  |     |         | 4      |
| Résultats 2009 |           |         |        |       |      |      |      |      |    |     |         |        |
|                |           | 31,07 d | 14,52  | 29,71 | 8,92 |      |      | 8,65 |    |     |         |        |

a  Avant le sondage du 24 février, seulement le PSD

b  Dans ce sondage le PC a été testé avec le PNL, alors qu'il se présente sur les listes du PSD.

c  PSD+PC+UNPR

d  Le Parti social-démocrate était alors allié au Parti conservateur.

## Résultats

### Répartition

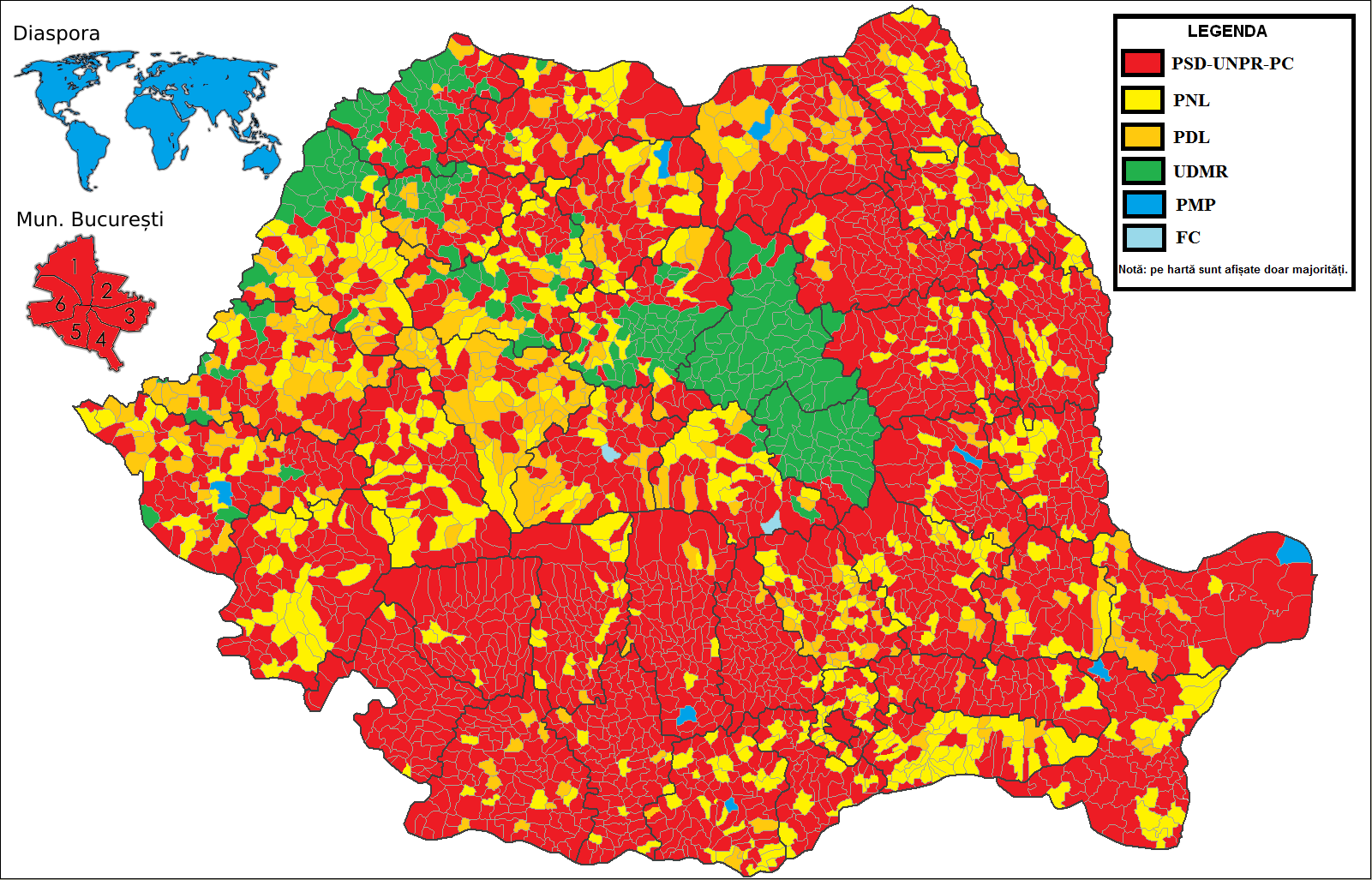
Résultats par commune.

Résultats par județ.

| ← Élections au Parlement européen de 2014 |                                          |                  |         |        |                |                |
| Partis politiques Candidats indépendants  | Partis politiques Candidats indépendants | Groupe politique | Votes   | Votes  | Sièges obtenus | Sièges obtenus |
| Partis politiques Candidats indépendants  | Partis politiques Candidats indépendants | Groupe politique | %       | +/-    | #              | +/-            |
|                                           | USD                                      | S&D              | 37,60 % | +6,53  | 16             | +5             |
|                                           | PNL                                      | PPE              | 15,01 % | +0,48  | 6              | +1             |
|                                           | PDL                                      | PPE              | 12,23 % | -23,18 | 5              | -5             |
|                                           | Mircea Diaconu                           | ALDE             | 6,82 %  | -      | 1              | -              |
|                                           | UDMR/RMDSZ                               | PPE              | 6,30 %  | -2,23  | 2              | -1             |
|                                           | PMP                                      | PPE              | 6,21 %  | N/A    | 2              | N/A            |
|                                           | PPDD                                     |                  | 3,67 %  | N/A    | 0              | N/A            |
|                                           | PRM                                      |                  | 2,70 %  | -5,95  | 0              | -3             |
|                                           | FC                                       |                  | 2,61 %  | +2,2   | 0              | =              |
|                                           | PER                                      |                  | 1,15 %  | N/A    | 0              | N/A            |
|                                           | ANA                                      |                  | 0,95 %  | N/A    | 0              | N/A            |
|                                           | PNȚCD                                    |                  | 0,89 %  | -0,56  | 0              | =              |
|                                           | Iulian Capsali                           |                  | 0,89 %  | -      | -              | -              |
|                                           | Peter Costea                             |                  | 0,74 %  | -      | -              | -              |
|                                           | Corina Ungureanu                         |                  | 0,49 %  | -      | -              | -              |
|                                           | PV                                       |                  | 0,34 %  | N/A    | 0              | N/A            |
|                                           | PNR                                      |                  | 0,27 %  | N/A    | 0              | N/A            |
|                                           | PDS                                      |                  | 0,24 %  | N/A    | 0              | N/A            |
|                                           | Paul Purea                               |                  | 0,20 %  | -      | -              | -              |
|                                           | Dănuț Liga                               |                  | 0,19 %  | -      | -              | -              |
|                                           | PAS                                      |                  | 0,17 %  | N/A    | 0              | N/A            |
|                                           | Valentin-Eugen Dăeanu                    |                  | 0,15 %  | -      | -              | -              |
|                                           | Constantin Titian Filip                  |                  | 0,15 %  | -      | -              | -              |

Source : Fondation Robert Schuman

### Analyse
Comme annoncé par les sondages, le PSD du Premier ministre Victor Ponta et ses alliés du PC et de l'UNPR, a remporté ces élections, engrangeant 37,6 % des suffrages exprimés, soit près de 23 points de plus que ses anciens alliés du PNL. Ce dernier a ainsi réalisé un score en deçà de ses attentes et a décroché le même nombre de sièges qu'en 2009. Aussi, après l'annonce des résultats son président, Crin Antonescu, et son vice-président, Klaus Iohannis, ont démissionné de leur poste. Quant aux deux autres partis du centre-droit, le PDL et le PMP, ils connaissent des résultats mitigés, le premier perdant 17 point par rapport à 2009 et le second terminant en sixième position seulement, contrairement à ce que laissaient entrevoir les sondages.
La réelle surprise de ces élections a été le score réalisé par le candidat indépendant, Mircea Diaconu, arrivé en quatrième position, et dont le succès n'avait en rien été prédit par les instituts de sondages.
Enfin, alors que membre de l'Alliance des démocrates et des libéraux pour l'Europe (ADLE), le PNL a choisi de rejoindre les rangs du Groupe du Parti populaire européen (PPE) pour cette nouvelle législature, où siègent déjà les députés du PDL et du MP, ainsi que les deux députés de l'UDMR/RMDSZ, annonçant une recomposition du centre-droit roumain, dans la perspective de l'élection présidentielle de 2014.